# Кос-Гайон-и-Понс, Фернандо
Фернандо Кос-Гайон-и-Понс (исп. Fernando Cos-Gayón y Pons; 27 мая 1825, Льейда — 20 декабря 1898, Мадрид) — испанский государственный деятель, юрист и публицист.

## Биография

### Ранние годы
Родился в семье военного бригадира Хоакина Кос-Гайона. Получил юридическое образование в Коллегии Адвокатов Мадрида. В возрасте 21 года он опубликовал свою первую статью на политическую тематику в газете «La Primavera», принадлежащей Пласидо Хове, что стало началом для его более чем полувековой публицистической карьеры. Помимо газетных статей, Кос-Гайон был также автором и научных работ, самыми известными из которых стали его «История государственного управления Испании» и Сводная таблица всех испанских госсекретарей и министров с 1452 по 1850 год.
28 октября 1853 года он занял в Мадриде пост налогового инспектора, за год службы на котором он заработал репутацию трудолюбивого человека, ревностно относящегося к выполнению своих служебных обязанностей, что принесло ему несколько похвальных грамот от начальства. С 1857 по 1858 год он сменил пять должностей: сотрудник Министерства внутренних дел, чиновник в Министерстве развития, театральный цензор, администратор, а затем и директор Национальной типографии.

### Служба при Королевском Дворе
8 июля 1862 он был назначен генеральным секретарём Королевского Двора и Наследия Короны Испании, за службу которым он был награждён Орденом Карлоса III под номером 112. 15 ноября 1867 Королевским указом он был назначен заместителем генерального юрисконсульта Королевского Двора, и получил поручение завершить судебный процесс, касающийся Королевского дворца Сан-Фернандо[неизвестный термин]. 17 июня 1868 года Кос-Гайон принял решение о выходе на пенсию, которое было поддержано Консультативным советом Королевского Двора. 10 января 1875 года он вернулся на службу в Королевский Двор в качестве генерального консультанта, а через месяц стал исполнять обязанности генерального юрисконсульта. Опыт службы в Королевском Дворе стал основой для одной из его важнейших публикаций: «Юридическая история Королевского наследия».

### Карьера в правительстве
В 1875 году он был назначен генеральным инспектором Монетных дворов и генеральным директором отдела по взносам министерства финансов Испании. Через год Кос-Гайон стал помощником заместителя министра финансов. В 1876 году он, будучи членом Либерально-консервативной партии, был избран депутатом Конгресса депутатов от провинции Мурсия. В 1880 году он получил в министерстве финансов новое назначение — заместитель министра финансов, но почти сразу после вступления в должность, стал министром финансов. Его деятельность за год пребывания на этом посту ограничилась лишь внесением небольших корректировок в налоговое законодательство. Через три года Кос-Гайон во второй раз получил министерский портфель в финансовом ведомстве. На этот раз его деятельность на посту была более плодотворной, за счёт действий Кос-Гайона по преодолению дефицита испанского бюджета.
В 1890 году, будучи назначенным министром финансов в третий раз, он был вынужден вновь устранять бюджетный дефицит. Помимо этого одним из главных вызовов для него как для министра стал бушевавший в Европе аграрный кризис, возникший из-за падения цен на зерновые культуры, и с которым Кос-Гайон в Испании сумел справиться после повышения цен на зерно, мясо и крупный рогатый скот. Сразу после сложения своих полномочий в министерстве финансов 23 ноября 1891 года, он был назначен министром юстиции Испании, на посту которого пробыл чуть больше года. Следующий министерский портфель был ему вручен в марте 1895 года в ведомстве по внутренним делам королевства. Статус министра Кос-Гайон совмещал со статусом депутата Конгресса от провинции Луго.